# Ptochophyle griseofusca
Ptochophyle griseofusca är en fjärilsart som beskrevs av Louis Beethoven Prout 1938. Ptochophyle griseofusca ingår i släktet Ptochophyle och familjen mätare. Inga underarter finns listade.